# Land van de Waanzinnigen
Het Land van de Waanzinnigen is een land uit de boekencyclus Het Rad des Tijds van de schrijver Robert Jordan.
Het Land van de Waanzinnigen is een derde continent dat zich in de wereld van Het Rad des Tijds bevindt. Het ligt ruwweg ten zuiden van De Oude Wereld. Het continent is ontdekt door het Zeevolk (in de Oude Wereld en in Seanchan is dit werelddeel niet bekend) en dit volk doet er alles aan om het land te vermijden. Bij het eerste contact tussen het Zeevolk en de inboorlingen, konden mensen van het Zeevolk hun leven nog maar net redden. Volgens de berichten leven mensen in vervallen hutten en primitieve dorpen. Elke vreemdeling wordt door de inboorlingen gedood. Degenen die het geluk hebben om niet gedood te worden, hebben kans om een geleider of geleidster tegen te komen. Geleiders zijn vrijwel altijd krankzinnig ten gevolge van de Smet op het mannelijke gedeelte van de Ene Kracht, maar de vrouwen zijn net zo onvoorspelbaar en gevaarlijk als de mannen. 
Gezien de opbouw van de maatschappij en het feit dat er geen mogelijkheid tot vreedzaam contact lijkt te bestaan, verleent het continent zijn naam aan Het Land van de Waanzinnigen.
Aiel-woestijn · Altara · Amadicia · Andor · Arad Doman · Arafel · Cairhien · Eilanden van het Zeevolk · Falme · Geldan · Illian · Kandor · Land van de Waanzinnigen · Malkier · Mayene · Morland · Saldea · Seanchan · Shara · Shienar · Tarabon · Tar Valon · Tyr · de Verwording